# Nonni järv
Nonni järv ist ein natürlicher See in der Landgemeinde Saaremaa im Kreis Saare auf der größten estnischen Insel Saaremaa. 350 Meter vom 14,5 Hektar großen See entfernt liegt der Ort Metsapere und 2 Kilometer entfernt liegt die Ostsee. Mit einer maximalen Tiefe von einem Meter ist er sehr seicht.